# ويكيبيديا اللادينو
ويكيبيديا اللادينو (اللادينو: Vikipedya) هي النسخة اللادينو من موسوعة ويكيبيديا. وُافق عليها في 21 ديسمبر 2006، ولكن أقدم مقالاتها تعود إلى أغسطس 2006. وعلى الرغم من أن اللادينو كانت تكتب تاريخيًا بالخط العبري، إلا أنها غالبًا ما تكتب اليوم بالحروف اللاتينية. وتحتوي ويكيبيديا اللادينو على محتوى مكتوب بكلا النصين، ولكن غالبية المحتوى مكتوبة بالنص اللاتيني.

## الإحصائيات
| عدد المستخدمين المسجلين | عدد المستخدمين النشيطين | عدد المقالات | صفحات المحتوى | عدد التعديلات | عدد الملفات المرفوعة | عدد الإداريين |
| ----------------------- | ----------------------- | ------------ | ------------- | ------------- | -------------------- | ------------- |
| 17,927                  | 24                      | 3,572        | 12,845        | 120,401       | 23                   | 5             |